# Pelvis rénal
Pour les articles homonymes, voir Bassinet.
 (février 2025).
Si vous disposez d'ouvrages ou d'articles de référence ou si vous connaissez des sites web de qualité traitant du thème abordé ici, merci de compléter l'article en donnant les références utiles à sa vérifiabilité et en les liant à la section « Notes et références ».

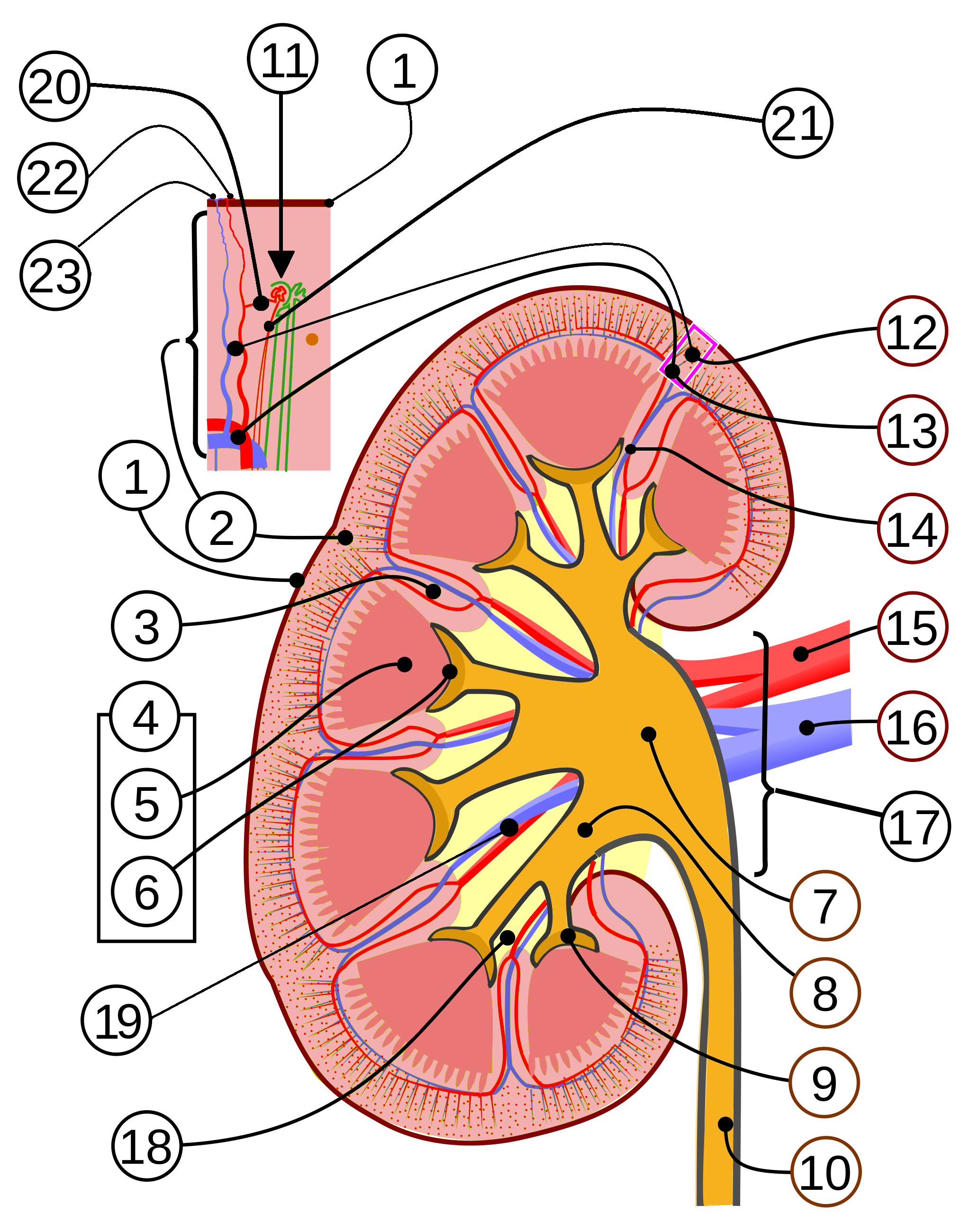
Dessin d'un rein humain.
7 : pelvis rénal
9 : calice rénal
10 : uretère
15 : veine rénale
16 : artère rénale.

Le bassinet du rein, petit bassin du rein, cavité pyélique ou pyélon, est une poche membraneuse présente uniquement chez les mammifères et située derrière l'artère rénale et la veine rénale, au niveau de l'échancrure de la scissure du rein. Il sert à la collecte de l'urine à partir des calices rénaux pour l'envoyer ensuite vers l'uretère, dont le bassinet n'est, à proprement parler, que l'origine en forme d'entonnoir.